# Santo Stefano Ticino
Santo Stefano Ticino är en ort och kommun i storstadsregionen Milano, innan 31 december 2014 i provinsen Milano, i regionen Lombardiet i Italien. Kommunen hade 5 039 invånare (2018).